# Poovankurichi
 (novembre 2015).
Si vous disposez d'ouvrages ou d'articles de référence ou si vous connaissez des sites web de qualité traitant du thème abordé ici, merci de compléter l'article en donnant les références utiles à sa vérifiabilité et en les liant à la section « Notes et références ».
Poovankurichi (tamoul : பூவன்குறிச்சி) ou Poovan Kurichi est un hameau situé dans le district de Tirunelveli près d'Ambasamudram, Tamil Nadu, Inde. 
Poovan signifie « vent » et Kurichi signifie « montagne » ou un endroit situé près d'une montagne. La langue parlée y est le tamoul.

## Géographie
Poovankurichi est située sur la rive du Gadananathi, qui signifie « rivière de la miséricorde » et coule toute l'année. La zone est entourée de trois lacs et d'un canal et est principalement entourée par des montagnes et des collines qui font partie des Ghâts occidentaux. le village possède de nombreux champs de riz, d'orchidées, de mangues, des jardins potagers, des palmiers et de grands cocotiers .
Le village est situé à 50 km à l'ouest de la ville de Tirunelveli.

## Histoire
Poovankurichi a plus de 2 000 ans d'histoire et a conservé le même nom depuis sa création. 

## Transports
Bus et trains sont les principaux modes de transport. La gare la plus proche est la gare de Kizha Ambur (en), à 2,7 km du village.

## Économie
L'agriculture est la principale activité économique du hameau.